# مدر (أرحب)

تعديل مصدري - تعديل

مدر هي إحدى قرى عزلة الخميس بمديرية أرحب التابعة لمحافظة صنعاء، بلغ تعداد سكانها 1649 نسمة حسب تعداد اليمن لعام 2004.